# Mentiram para Mim sobre o Desarmamento
Mentiram Para Mim Sobre o Desarmamento é um best seller de Bene Barbosa e de Flávio Quintela publicado em 2015 pela Vide Editorial.
O livro é dividido em 10 capítulos e conta com o prefácio do Cel. Jair Paes de Lira, ex-comandante geral da Política Militar de São Paulo e ex-deputado federal. O livro também é resultado de uma pesquisa realizada pelos autores, na qual são expostas informações a respeito do impacto das armas de fogo na sociedade. Desde o seu lançamento, a obra tem sido listada entre as mais vendidas, figurando a 36º posição na lista dos mais vendidos da Amazon na categoria Direitos Civis e Liberdade.

## Sinopse
O livro gira em torno da temática do desarmamento da população civil. Ao longo de dez capítulos é apresentado uma variedade de dados, fatos e informações com o objetivo de desconstruir a tese segundo a qual quanto menos armas nas mãos dos cidadãos menor será a criminalidade e a violência no país. São apresentados também a realidade de diferentes países e precedentes históricos sobre o desarmamento civil por parte de governos, além de ser levantado as razões que levam os governos a tentarem desarmar a sua população.